# District de Chengxiang
Le district de Chengxiang (城厢区 ; pinyin : Chéngxiāng Qū) est une subdivision administrative de la province du Fujian en Chine. Il est placé sous la juridiction de la ville-préfecture de Putian.